# Hiroaki Ike
Hiroaki Ike (în japoneză 池央耿; n. 3 septembrie 1940, Ōta, Tōkyō, Japonia – d. 27 octombrie 2023, Kawasaki, Japonia) a fost un traducător japonez.

## Biografie
S-a născut în anul 1940 în sectorul Ōta al zonei metropolitane Tokyo. A devenit membru al Asociației Literare Japoneze.
A absolvit în 1964 cursurile Facultății de Litere ale Universității Creștine Internaționale din orașul Mitaka și s-a înscris, în același an, la cursuri de producție de film. După absolvirea cursurilor, în 1965, a lucrat pentru compania de producție de film Iwanami Productions (1966-1972).
În anul 1972 a devenit traducător profesionist. A tradus din limba engleză o gamă variată de cărți: non-ficțiune, eseuri, romane polițiste, romane de aventuri, literatură SF și de fantezie, literatură pentru copii etc.
Cele mai cunoscute bestselleruri ale sale sunt versiunea literară a filmului E.T. și cărțile All I Really Need to Know I Learned in Kindergarten de Robert Fulghum și A Year in Provence de Peter Mayle.
În decembrie 2013 a publicat prima sa carte personală intitulată Hon'yaku mangekyō (Kawade Shobo Shinsha).

## Scrieri
- Hon'yaku mangekyō, Kawade Shobo Shinsha, 2013

### Traduceri (selecție)
- Roger Zelazny, Mashō no ko („Changeling”), Tokyo Somotosha, 1981
- Roger Zelazny, Gedō no ichi („Madwand”), Sōgensuiri Bunko, 1985
- Carl Sagan, Kontakuto („Contact”), în colaborare cu Hiroshi Takami, Shinchosha, 1986 și mai târziu Shincho Bunko
- Stephen King, Ankoku no tō („Turnul întunecat”), vol. 1-2, Kadokawa Shoten, 1992-1996 și mai târziu Kadokawa Bunko
- Irvin „Magic” Johnson / William Novak, Mai raifu („Viața mea”), Kobunsha, 1993
- Charles Dickens, Kurisumasu Kyaroru („Colind de Crăciun”), Kōbunsha kotenshin'yakubunko, 2006[2]
- Khalil Gibran, Za purofetto, Popurash, 2009
- James Hilton, Ushinawareta chiheisen („Orizont pierdut”), Kawade Shobo Shinsha, 2011[3]
- Herbert George Wells, Taimu mashin („Mașina timpului”), Kobunsha Classic Bunko, 2012[2]
- Stephen Hawking, Hōkingu, mizukara o kataru, Katsuhiko Sato Asunaro Shobo, 2014
- Charles Dickens, Nitomonogatari („Poveste despre două orașe”), Kōbunsha kotenshin'yakubunko, 2016[2]